# NGC 5654
NGC 5654 este o galaxie lenticulară situată în constelația Boarul. A fost descoperită în 1 mai 1785 de către William Herschel. Se află la o distanță de 124,26 de megaparseci de Pământ.